# Sitno, Gmina Barlinek
Sitno [ˈɕitnɔ] là một khu định cư ở khu hành chính của Gmina Barlinek, thuộc Hạt Myślibórz, West Pomeranian Voivodeship, ở phía tây bắc Ba Lan. Nó nằm khoảng 12 kilômét (7 mi) về phía đông nam của Barlinek, 28 km (17 mi) phía đông Myślibórz và 73 km (45 mi) về phía đông nam của thủ đô khu vực Szczecin.
Trước năm 1945, khu vực này là một phần của Đức. Đối với lịch sử của khu vực, xem Lịch sử của Pomerania.
Khu định cư có dân số 40 người.